# Maneig integrat de plagues

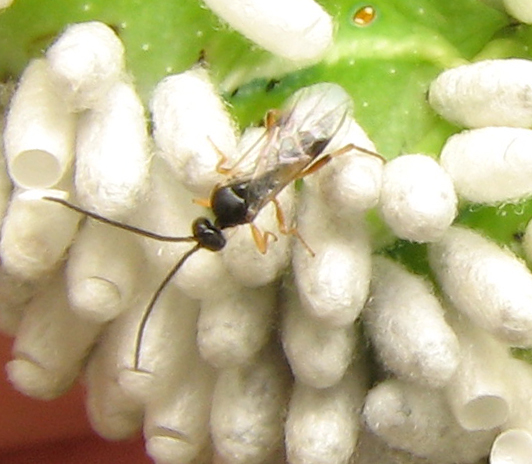
Vespa paràsita Cotesia congregata en cuc del tabac Manduca sisena

En agricultura ecològica, s'entén com a maneig integrat de plagues (MIP), control integrat/integral de plagues (CIP), maneig ecològic de plagues (MEP), maneig natural de plagues o d'agricultura zero residus; a una estratègia que usa una gran varietat de mètodes complementaris: físics, mecànics, químics, biològics, genètics, legals i culturals per al control de plagues. És un mètode ecològic que aspira a eliminar l'ús de plaguicides i de minimitzar l'impacte al medi.
Aquests mètodes s'apliquen en tres etapes: prevenció, observació i aplicació.
Els entomòlegs Perry Adkisson i Ray F. Smith van rebre el premi World Food Prize en 1997 pel seu treball de difusió i de lideratge a difondre el maneig integrat de plagues.

## Història
Poc després de la Segona Guerra Mundial, quan els insecticides es van començar a usar en gran escala, uns entomólogos de Califòrnia van desenvolupar el concepte de maneig supervisat d'insectes. En aquesta mateixa època uns entomólogos d'Arkansas van propiciar una estratègia similar. Segons aquest esquema el control d'insectes era supervisat per entomólogos qualificats i les aplicacions d'insecticides s'efectuaven seguint les conclusions basades en mostrejos periòdics de la població de la plaga i de la dels seus enemics naturals. Això era vist com una alternativa a l'aplicació de pesticides segons el calendari. El control supervisat es basava en el coneixement de l'ecologia i d'una anàlisi de la projecció dels ritmes poblacionals de les plagues i dels seus enemics naturals.
El control supervisat era un dels pilars conceptuals del maneig integrat que van desenvolupar els entomólogos californians en la dècada de 1950. El maneig integrat aspirava a identificar la millor combinació de controls químics i biològics per a una plaga específica. Els insecticides químics havien d'usar-se en la forma que causés la menor disrupció dels controls biològics. El terme integrat era així sinònim de compatible. Els controls químics es podien aplicar només després que un mostreig regular indiqués que la plaga havia aconseguit un cert nivell (llindar econòmic) que requeria tractament per a evitar que la població arribés a un nivell nociu (nivell de mal econòmic) en el qual les pèrdues econòmiques superessin els costos de mesures artificials de control.
El maneig integrat de plagues va estendre el concepte a tota classe de plagues i es va expandir per a incloure altres tàctiques a més de les químiques i biològiques. Els pesticides químics es podien usar només com a part d'un esforç integrat i havien de ser compatibles amb altres tàctiques de control per a tota classe de plagues. Altres tàctiques com a resistència de la planta alimento contra els seus paràsits i manipulacions de cultiu van entrar a formar part de l'arsenal del maneig integrat de plagues. Aquest es va convertir en un sistema multidisciplinari que incloïa experts en entomologia, patologia vegetal, nematodes i males herbes.
Als Estats Units el maneig integrat de plagues es va convertir en política nacional al febrer de 1972 quan el president Richard Nixon va ordenar a les agències federals que fessin passos propiciant el concepte d'aplicació de maneig integrat de plagues en tots els sectors significatius. En 1979 el president Jimmy Carter va establir un comitè coordinador d'agències de maneig integrat de plagues (IPM Coordinating Committee) amb la funció d'assegurar el desenvolupament i implementació de les pràctiques de maneig integrat de plagues.

## Funcionament
El maneig integrat de plagues pot ser un règim simple o complicat. Originalment el principal focus dels programes de maneig integrat de plagues eren les plagues de l'agricultura. Per extensió els programes de maneig integrat de plagues també s'apliquen a malalties, males herbes i altres pestes que interfereixen amb el maneig d'agricultura, jardineria, estructures arquitectòniques, territoris silvestres, etc.
Un programa de maneig integrat de plagues es basa en els sis components següents:
- Nivells acceptables de plagues. L'èmfasi està en “control” no en “erradicació”. El maneig integrat de plagues manté que l'erradicació completa d'una plaga és sovint impossible i que intentar-lo pot ser summament costós, insalubre i en general irrealitzable. És millor decidir com és el nivell tolerable d'una plaga i aplicar controls quan s'excedeix aquest nivell (llindar d'acció).
- Pràctiques preventives de cultiu. La primera línia de defensa és seleccionar les varietats més apropiades per a les condicions locals de cultiu i mantenir-les sanes, juntament amb quarantenes i altres ‘tècniques de cultiu’ com ara mesures sanitàries (destruir plantes malaltes per a eliminar la propagació de la malaltia, per exemple).
- Mostratge. La vigilància constant és el pilar de maneig integrat de plagues.[4] S'usen sistemes de mostreig de nivells de plagues, com ara observació visual, paranys d'espores o insectes i unes altres. És fonamental portar compte de tot així com conèixer el comportament i cicle reproductiu de les plagues en consideració. El desenvolupament dels insectes depèn de la temperatura ambiental perquè són animals de sang freda. Els cicles vitals de molts insectes depenen de les temperatures diàries. El mostreig d'aquestes permet determinar el moment òptim per a una erupció d'una plaga específica.
- Controls mecànics. Si una plaga arriba a un nivell inacceptable, els mètodes mecànics són la primera opció. Simplement agafar-los manualment o posar barreres o paranys, usar aspiradores i llaurar per a interrompre la seva reproducció.
- Controls biològics. Els processos i materials biològics poden proveir control amb un impacte ambiental mínim i sovint a baix cost. L'important aquí és promoure els insectes beneficiosos que ataquen als insectes plaga. Poden ser microorganismes, fongs, nematodes i insectes parasíticos i depredadors.
- Controls químics. S'usen pesticides sintètics solament quan és necessari i en la quantitat i moment adequats per a tenir impacte en el cicle vital de la plaga. Molts dels insecticides nous són derivats de substàncies naturals vegetals (per exemple: nicotina, piretro i anàlegs d'hormones juvenils d'insectes). També s'estan avaluant tècniques ecològiques d'herbicides i pesticides amb base biològica.

El maneig integrat de plagues es pot aplicar a tots els tipus d'agricultura i fins i tot a la jardineria. És el tractament ideal per als cultius orgànics i es basa en coneixement, experiència, observació i integració de tècniques múltiples i que no usa opcions químiques sintètiques. En agricultura de gran escala, el maneig integrat de plagues pot reduir l'exposició dels éssers humans a productes químics amb potencial tòxic i pot arribar a baixar els costos.
1. Identificació de la plaga. Els casos d'identificació errònia poden resultar en accions inútils. Si el mal a una planta a causa d'excés de reg s'interpreta erròniament com causat per fongs, s'aplicarien fungicides inútils i la planta moriria de totes maneres.
2. Coneixement del cicle vital de la plaga i dels seus paràsits. Quan un veu una plaga pot ser massa tarda per a fer una altra cosa que recórrer a pesticides. Sovint un altre estadi en el cicle vital és susceptible a mesures preventives. Per exemple les males herbes que es reprodueixen a partir de llavors de l'any anterior podrien prevenir-se amb l'ús de mantillo. També el coneixement de les necessitats de les plagues i eliminació d'aquests pot servir per a eliminar-les.
3. Mostreig de sectors del cultiu per a avaluar la població d'una plaga. Les mesures preventives s'han de prendre en el moment adequat perquè siguin efectives. Per això una vegada identificada una plaga s'ha de monitorar ABANS que es converteixi en un problema. Per exemple en un restaurant on pot haver-hi paneroles es posen paranys enganxosos abans de la seva obertura i es mostreja amb freqüència per a prendre acció abans que es converteixin en un problema. El que cal observar inclou: presencia/absència, distribució (a tot arreu o localitzada?) i nombre (augment o disminució?)
4. Establiment d'un llindar d'acció (econòmic, sanitari, estètic). Quina és la quantitat tolerable? En alguns casos un cert número és tolerable. La soia és bastant resistent a la defoliació així que unes quantes erugues els números de les quals no augmenten significativament poden no requerir tractament. En canvi hi ha casos en què un HA DE prendre acció. Per a l'agricultor aquest punt és aquell en què el cost del mal causat per la plaga és MAJOR que el cost d'un tractament. Aquest és un llindar econòmic. El llindar pot variar segons es tracti d'un risc sanitari (baixa tolerància) o simplement cosmètic (alta tolerància en una situació no comercial). La tolerància individual també varia; hi ha gent que detesta als insectes, uns altres que no toleren ni una sola dent de lleó en la gespa. És possible adoptar una actitud de major tolerància.[5]
5. Elecció d'una combinació apropiada de tècniques de control. Per a cada situació es poden considerar diverses opcions. Aquestes opcions inclouen controls mecànics, físics, químics, biològics i culturals. Els controls mecànics consisteixen en col·lectar els insectes manualment o a usar xarxes o altres mitjans per a excloure a plagues com ara ocells o rosegadors. Els controls culturals inclouen mantenir el lloc lliure de les condicions que afavoreixen a les plagues, per exemple usar acurada neteja en llocs de magatzematge o arrencar les plantes amb senyals de malaltia per a evitar la propagació d'aquesta. Els controls biològics poden servir de suport per mitjà de conservació dels predadors naturals o per increment d'aquests.[6] El control per augment inclou la introducció de predadors naturals, sigui pel que fa a inundació o també tocant a inoculació.[7] El control per inundació busca inundar el local amb una població alta del depredador de la plaga; mentre que la inoculació usa un nombre menor de depredadors de la plaga per a suplementar a una població ja existent.[8][9][10] Els controls químics inclouen olis o l'aplicació de pesticides, ja sigui insecticides o herbicides. Un programa de maneig integrat de plagues usaria preferentment pesticides derivats de plantes o d'altres materials naturals.
6. Avaluació dels resultats. Van tenir efecte les mesures preses? Es va obtenir la prevenció o control desitjat? Va haver-hi efectes col·laterals indesitjables? Què fer en el futur en un cas similar?[11]

## Repercissions o efectes en el medi
Els insectes, males herbes patògens i altres plagues són un fet de la vida agrícola. Prosperen si existeix una font concentrada i de confiança d'aliment. Desafortunadament, les mesures que s'utilitzen normalment per a augmentar la productivitat dels cultius (per exemple, el monocultiu de les varietats d'alta producció, el cultiu múltiple mitjançant la reducció o eliminació dels sòls descansats, l'ús dels fertilitzants, etc.) creen un ambient encara més favorable per a les plagues. Per això, en qualsevol agro sistema efectiu, cal el maneig intel·ligent dels problemes de les plagues. On s'han utilitzat els pesticides de manera indiscriminada, les espècies de les plagues s'han tornat resistents i difícils o impossibles de controlar. En alguns casos s'ha creat resistència en els vectors principals de les malalties (per exemple els mosquits de la malària) o han sorgit noves plagues agrícoles. Per exemple, tots els àcars van ser fomentats pels pesticides, perquè no abundaven abans del seu ús. Sobre la base d'aquesta experiència, els especialistes en la protecció de cultius han desenvolupat el maneig integrat de plagues com un mètode més diversificat i durador.